# Ibrahim Murtala Muhammed

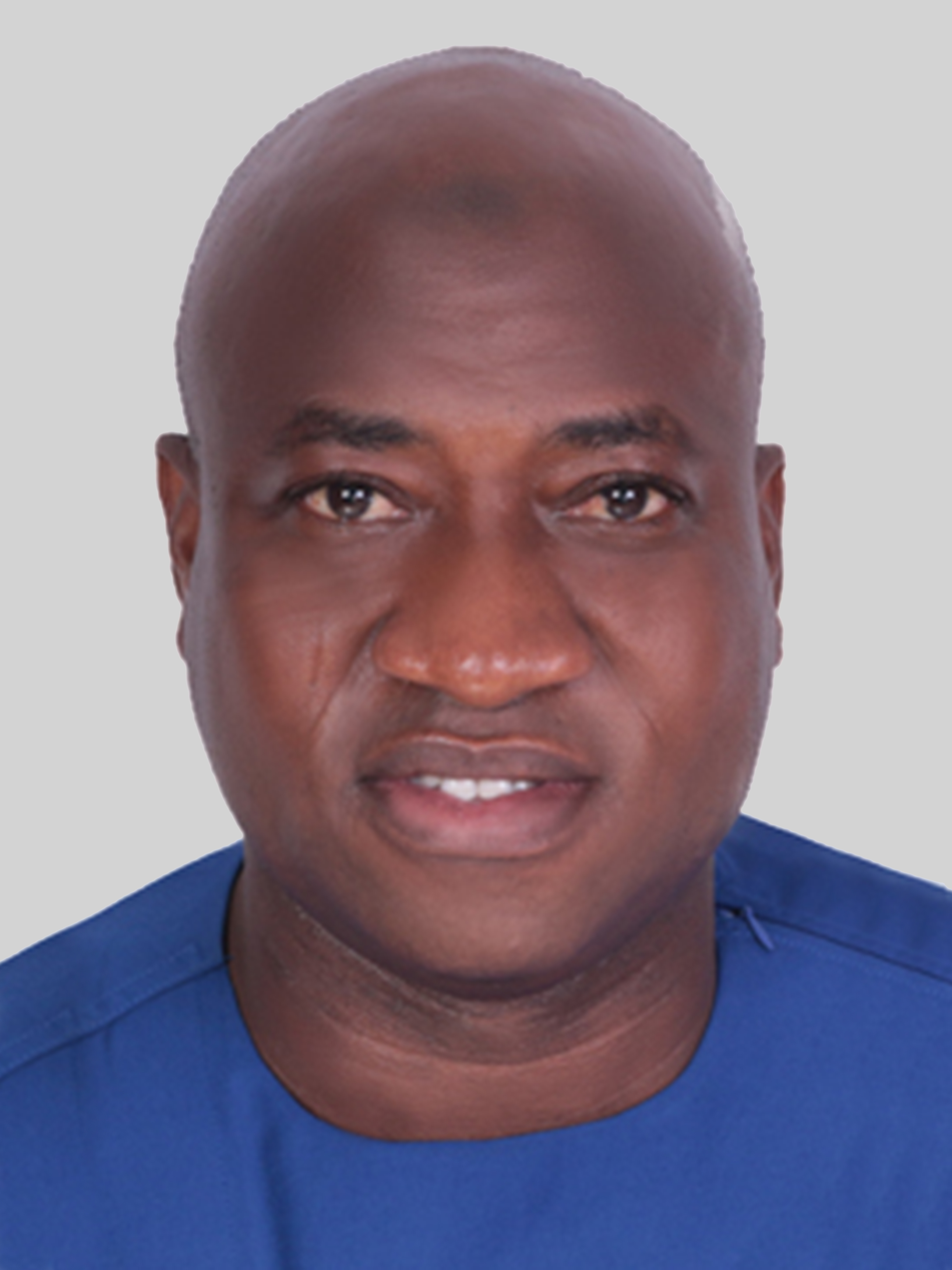
Ibrahim Murtala Muhammed

Ibrahim Murtala Muhammed (geboren am 14. Dezember 1974 in Ghana; gestorben am 6. August 2025) war ein ghanaischer Politiker. Er war Abgeordneter des National Democratic Congress im Parlament von Ghana zwischen 2012 und 2016 und nach der Parlamentswahl im Dezember 2020. Muhammed hatte zudem bis zu seinem Tod das Amt als Minister für Umwelt, Wissenschaft und Innovation (Minister of Environment, Science, Technology and Innovation – MEST) Ghanas inne.

## Leben und Karriere
Muhammed schloss im Juli 2003 ein Studium an der University of Ghana mit einem Bachelor of Arts ab. Im Juli 2008 erhielt er einen Master of Science von der Kwame Nkrumah University of Science and Technology (KNUST). Zudem erreichte er einen weiteren Master-Abschluss in Internationalen Beziehungen und Diplomatie und promovierte im Jahr 2020.
Bei der Parlamentswahl im Dezember 2012 gewann er einen Sitz im Wahlkreis Nanton mit 10.369 bzw. 52,66 Prozent der Stimmen gegen Amtsinhaber Abdul-Kareem Iddrisu. Bei der nächsten Parlamentswahl im Dezember 2016 verlor Muhammed gegen Mohammed Hardi Tuferu mit 10.451 (47,75 %) zu 11.346 (51,84 %) Stimmen.
Bei der Parlamentswahl im Dezember 2020 gewann Muhammed im Wahlkreis Tamale Central in der Northern Region für den National Democratic Congress mit 41.156 zu 33.699 Stimmen gegen Ibrahim Anyars von der New Patriotic Party (NPP). Seinen Sitz konnte er bei der darauffolgenden Parlamentswahl im Dezember 2024 gegen Sule Salifu von der NPP mit 52.263 zu 16.647 Stimmen verteidigen.
Muhammed kam am 6. August 2025 bei einem Hubschrauberabsturz ums Leben. Der Harbin Z-9-Hubschrauber der Ghanaischen Luftwaffe befand sich auf dem Weg von der Hauptstadt Accra nach Obuasi. Er stürzte bei schlechten Wetterbedingungen in der Ashanti Region ab. Dabei starben sieben weitere Personen, darunter der amtierende Verteidigungsminister Edward Omane Boamah. Muhammed hinterließ eine Frau und drei Kinder.